# Międzynarodowa Federacja Netballa
Międzynarodowa Federacja Netballa (ang. International Netball Federation, skrót INF) – międzynarodowa organizacja pozarządowa, zrzeszająca 49 narodowych federacji netballa (+25 stowarzyszonych).

## Historia
Federacja została założona w 1960 roku na Sri Lance jako International Federation of Women's Basketball and Netball (IFWBN). Potem po ujednoliceniu nazwy dyscypliny na netball organizacja zmieniła nazwę na International Federation of Netball Associations (IFNA). W 2012 nazwa została skrócona na INF - International Netball Federation.

## Członkostwo
- ARISF (od 1995)
- GAISF
- IWGA

## Mistrzostwa świata
- Mistrzostwa świata w netballu (od 1963 roku).
- Mistrzostwa świata juniorów w netballu (od 1988 roku).